# Wienerfilharmonikernas nyårskonsert 1948

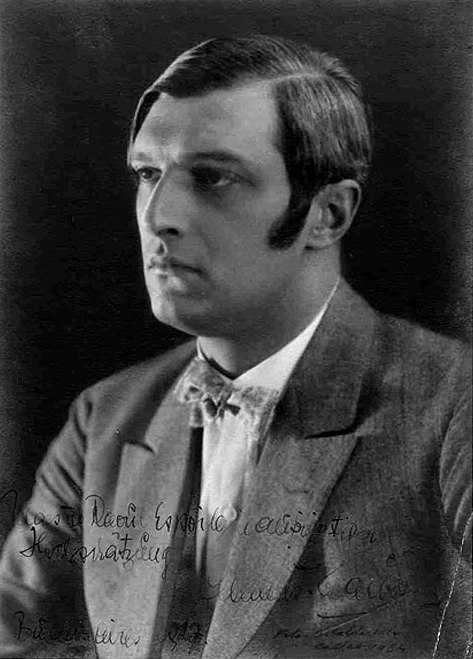
Clemens Krauss (1915).

Wienerfilharmonikernas nyårskonsert 1948 räknas som den åttonde nyårskonserten från Wien och ägde rum den 1 januari 1948 i Wiens Musikverein. Den dirigerades för sjätte gången av Clemens Krauss.

## Historia
Strikt räknat var det Wienerfilharmonikernas tredje Nyårskonsert, eftersom det inte var förrän 1946 som Josef Krips introducerade denna titel, som behölls 1947 och därefter. Dessutom var det den nionde Årsskifteskonserten, för vid årsskiftet 1939/40 gavs det en Außerordentliches Konzert (extraordinär konsert) av Wienerfilharmonikerna, som dock ägde rum på Nyårsafton 1939. Från 1941 dirigerades den av Clemens Krauss, med undantag för åren 1946 och 1947 då Krauss förbjöds att dirigera på grund av sin närhet till nazistregimen och ersattes av Josef Krips.

## Program

### Huvudprogram
1. Josef Strauss: Sphärenklänge, vals, op. 235
2. Josef Strauss: Heiterer Muth, Polka française, op. 281*
3. Josef Strauss: Arm in Arm, Polka mazur, op. 215*
4. Josef Strauss: Jokey-Polka, Polka schnell, op. 278
5. Johann Strauss den yngre: Liebeslieder, Walzer, op. 114*
6. Johann Strauss den yngre: Im Krapfenwald'l, Polka française, op. 336
7. Johann Strauss den yngre: Unter Donner und Blitz, Polka schnell, op. 324
8. Josef Strauss: Mein Lebenslauf ist Lieb’ und Lust, vals, op. 263
9. Johann Strauss den yngre och Josef Strauss: Pizzicato-Polka
10. Josef Strauss: Ohne Sorgen, Polka schnell, op. 271
11. Johann Strauss den yngre: Kaiser-Walzer, op. 437
12. Johann Strauss den yngre: Vergnügungszug, Polka schnell, op. 281

### Extranummer
1. Johann Strauss den yngre: An der schönen blauen Donau (Walzer), op. 314
2. Johann Strauss den yngre: Perpetuum mobile, Musikalischer Scherz, op. 257

Verkförteckningen och verkens ordning finns på Wienerfilharmonikernas webbplats.
De verk markerade med * stod för första gången på programmet till en Nyårskonsert.

## Se vidare
- Clemens Krauss, Dirigent
- Wienerfilharmonikerna

## Weblänkar
- Das Programm des Neujahrskonzerts 1948 auf wienerphilharmoniker.at